# Octotemnus aculeatus
Octotemnus aculeatus is een keversoort uit de familie houtzwamkevers (Ciidae). De wetenschappelijke naam van de soort werd in 2003 gepubliceerd door Kawanabe.